# Estación de Usansolo-Galdakao
Usansolo es una estación de ferrocarril en superficie perteneciente a las líneas E1 y E4 de Euskotren Trena. Se ubica en el municipio homónimo vizcaíno. Su tarifa corresponde a la zona 2 del Consorcio de Transportes de Bizkaia.
La estación cuenta con un único acceso, a cota de calle. Para cambiar de andén hay que cruzar un paso a nivel.

## Accesos
- C/ Oletxe, 45

## Conexiones
Euskotren Autobusa ofrece un servicio de lanzadera entre la estación y el Hospital de Usánsolo.

## Futura clausura
Con la futura puesta en marcha (prevista para su conclusión en 2026) de la nueva variante ferroviaria subterránea entre Echévarri y Usánsolo, como actuación central del proyecto de «línea 5» del metro de Bilbao, el trazado en que se encuentra la estación desde sus inicios, perteneciente al original Ferrocarril Central de Vizcaya, quedará sin servicio de pasajeros a partir de su entrada a Basauri desde Echévarri (tras cruzar el río Nervión) hasta su empalme con la nueva variante emergida a la salida de Usánsolo.
Como consecuencia, las estaciones de Ariz-Basauri, Zuhatzu-Galdakao y esta de Usansolo quedarán cerradas, previéndose su posterior desmantelamiento. En el caso de Usansolo, se prevé que sea sustituida y su demanda absorbida por una estación subterránea completamente nueva, ubicada en el centro de Usánsolo, tras la cual (en dirección este) emergerían las vías de la nueva variante para conectar con el trazado existente hacia Vedia, Amorebieta-Echano, etc.

## Galería de imágenes

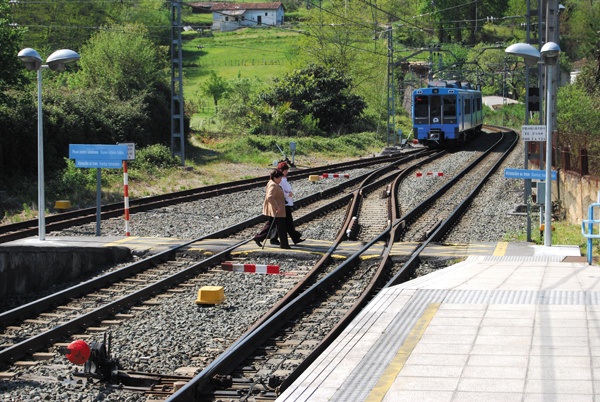
Paso a nivel
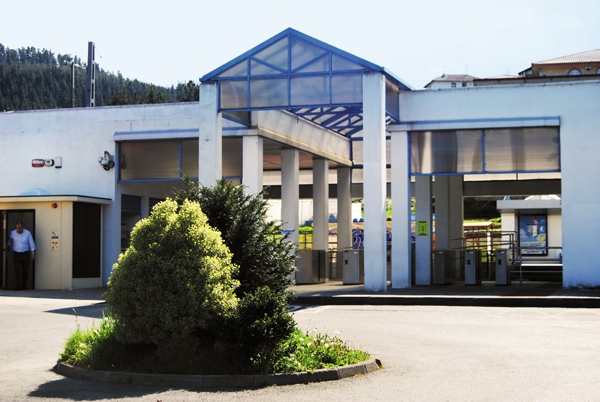
Edificio